# Сокольники-Первые
Сокольники-Первые — деревня в Малоярославецком муниципальном районе Калужской области. Входит в сельское поселение «Село Ильинское».

## География
Расположена на  берегу притоке  реки Выпрейка, рядом деревни Старорыбино и Сокольники Вторые, у Варшавского шоссе.

## История
В 1861-м году Сокольники — владельческий хутор при прудах, в хуторе завод, 2-го стана Боровского уезда Калужской губернии,  у Московско-Варшавского шоссе.
В 1919 хутор Сокольники относился к Ленинской (бывшей Ильинской ) волости.
Освобождена от нацистов 4 января 1942 года

## Население
| 2002 | 2010 |
| ---- | ---- |
| 46   | ↗75  |